# Ford Crown Victoria Police Interceptor
La Ford Crown Victoria Police Interceptor (familièrement ou simplement appelée CVPI, P71 ou P7B) est une berline quatre portes à carrosserie sur châssis fabriquée par Ford de 1992 à 2011. C'est la version policière de la Ford Crown Victoria.
De 1997 à 2011, la Ford Crown Victoria Police Interceptor était l'automobile la plus utilisée par les organismes chargés de l'application de la loi aux États-Unis, au Canada et en Arabie Saoudite. Elle a également été utilisé à cette fin à une échelle plus limitée dans d'autres pays.

## Histoire
Après l'arrêt de la Chevrolet Caprice, la Ford Motor Company détenait un quasi-monopole sur le marché des voitures de police aux États-Unis et au Canada pendant plus d'une décennie. La propulsion arrière conventionnelle, la puissance du moteur V8 et la construction carrosserie sur châssis étaient considérées comme avantageuses pour la police. La construction carrosserie sur châssis permet des réparations peu coûteuses après des collisions, sans qu'il soit nécessaire de redresser le châssis. La propulsion arrière a été jugée meilleure pour les manœuvres difficiles et plus robuste que la concurrence à traction avant pour la conduite difficile sur les trottoirs et autres obstacles en environnement urbain.
Bien que les Ford Crown Victoria Police Interceptor (CVPI) n'aient pas été vendues au grand public, elles sont largement disponibles, en Amérique du Nord, une fois qu'elles sont mises hors service et ne sont plus en service dans les forces de l'ordre et les flottes. Ces voitures sont demandées par les compagnies de taxi, par ceux qui veulent une voiture sûre, durable et/ou bon marché, et par ceux qui ont besoin d'une voiture avec une banquette pouvant accueillir trois passagers à l'arrière. La CVPI était équipée de nombreuses pièces robustes, telles qu'une transmission révisée et un moteur de 186 kW (253 PS; 249 hp). Les versions d'occasions sont normalement dépouillées de tout décalque de police, équipement informatique, radios de police et éclairage de secours avant d'être vendues ou mises aux enchères au public.

## Première génération (1992-1997)
Bien que le nom soit officiellement utilisé depuis 1992, les LTD full-size et LTD Crown Victoria de 1979-1991 utilisaient la désignation de code de production «P72» pour les modèles des flottes, de taxi et de police, le modèle lui-même étant classé S en interne (similaire à LX). De 1992 à 1997, les modèles voitures de police de la Crown Victoria (à la fois les versions de base et LX) étaient officiellement connus sous le nom de Crown Victoria P71.
Dans l'année modèle 1993, la Crown Victoria a reçu une calandre chromée et une bande de réflecteur entre les feux arrière. Un autre restylage mineur a suivi en 1995, avec une nouvelle calandre et des nouveaux feux arrière. Pour s'adapter au design des nouveaux feux arrière de 1995, la plaque d'immatriculation arrière a été déplacée depuis le pare-chocs vers le couvercle du coffre.
En 1996, l'insigne Crown Victoria a été retiré des ailes avant et les voitures ont reçu un nouveau volant; Les modèles de 1997 ont une couleur intérieure bleue plus claire par rapport aux années précédentes.

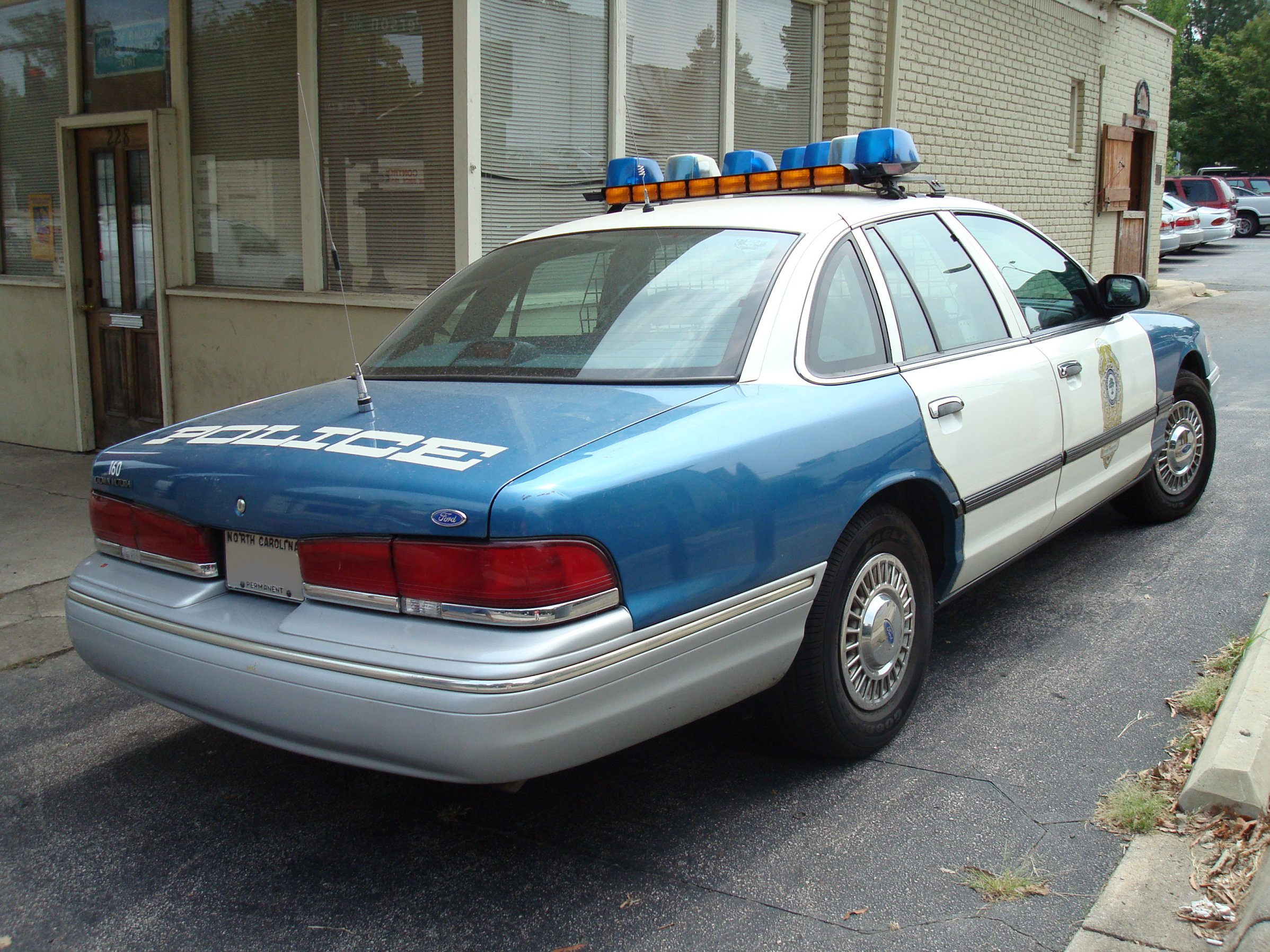
Une CVPI de 1996-1997 du département de police de Raleigh, Caroline du Nord
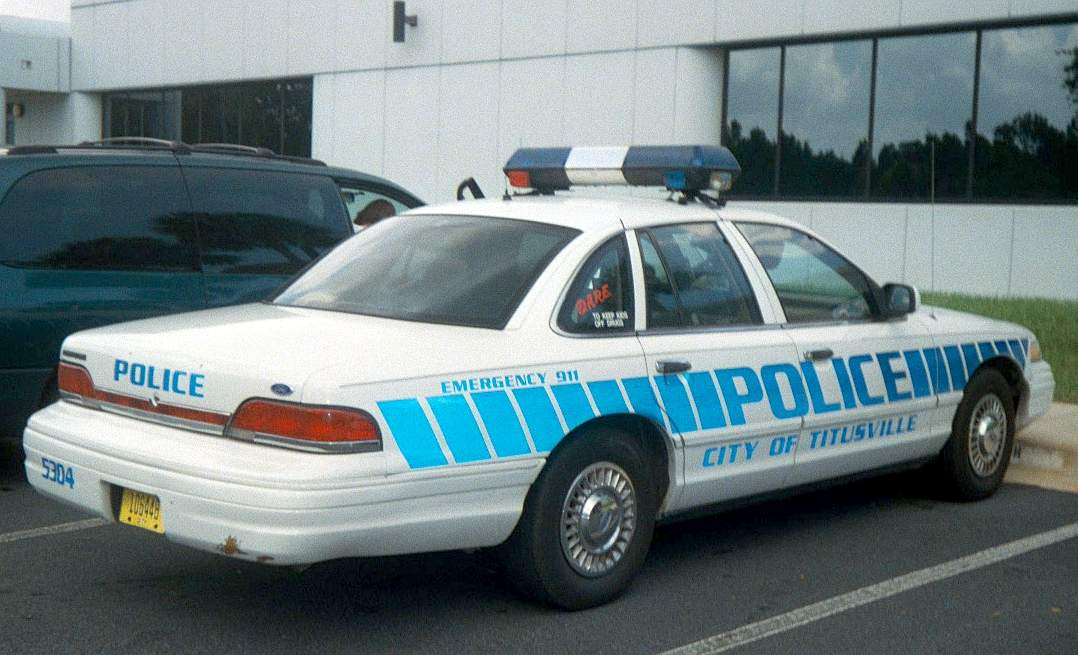
Un modèle de 1993-94 de la police de Titusville, Floride, octobre 2001
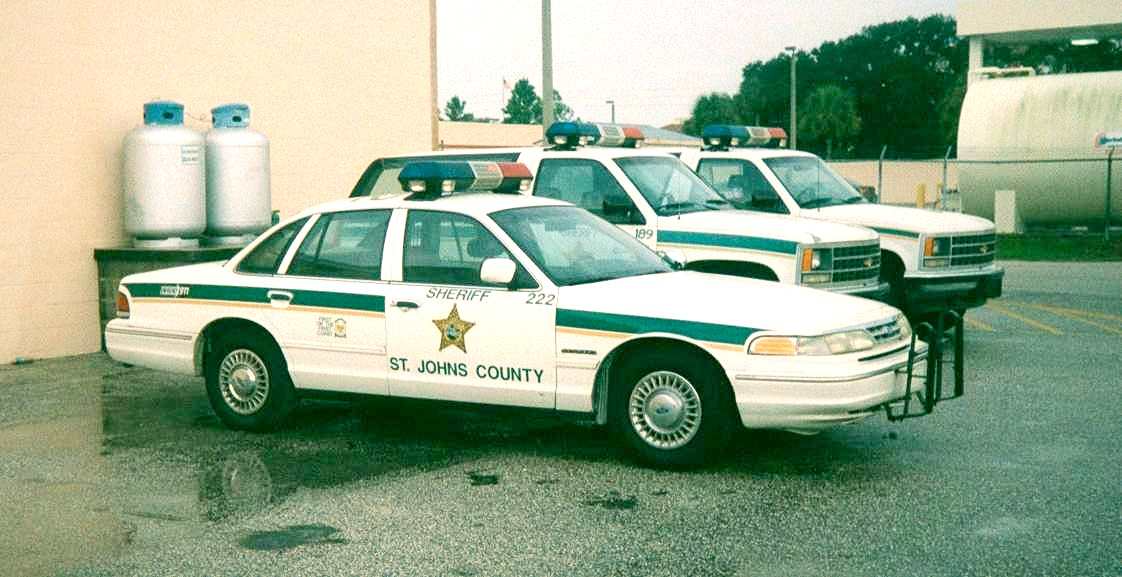
Un modèle de 1995 du bureau du shérif du comté de St. Johns, Floride, octobre 2001
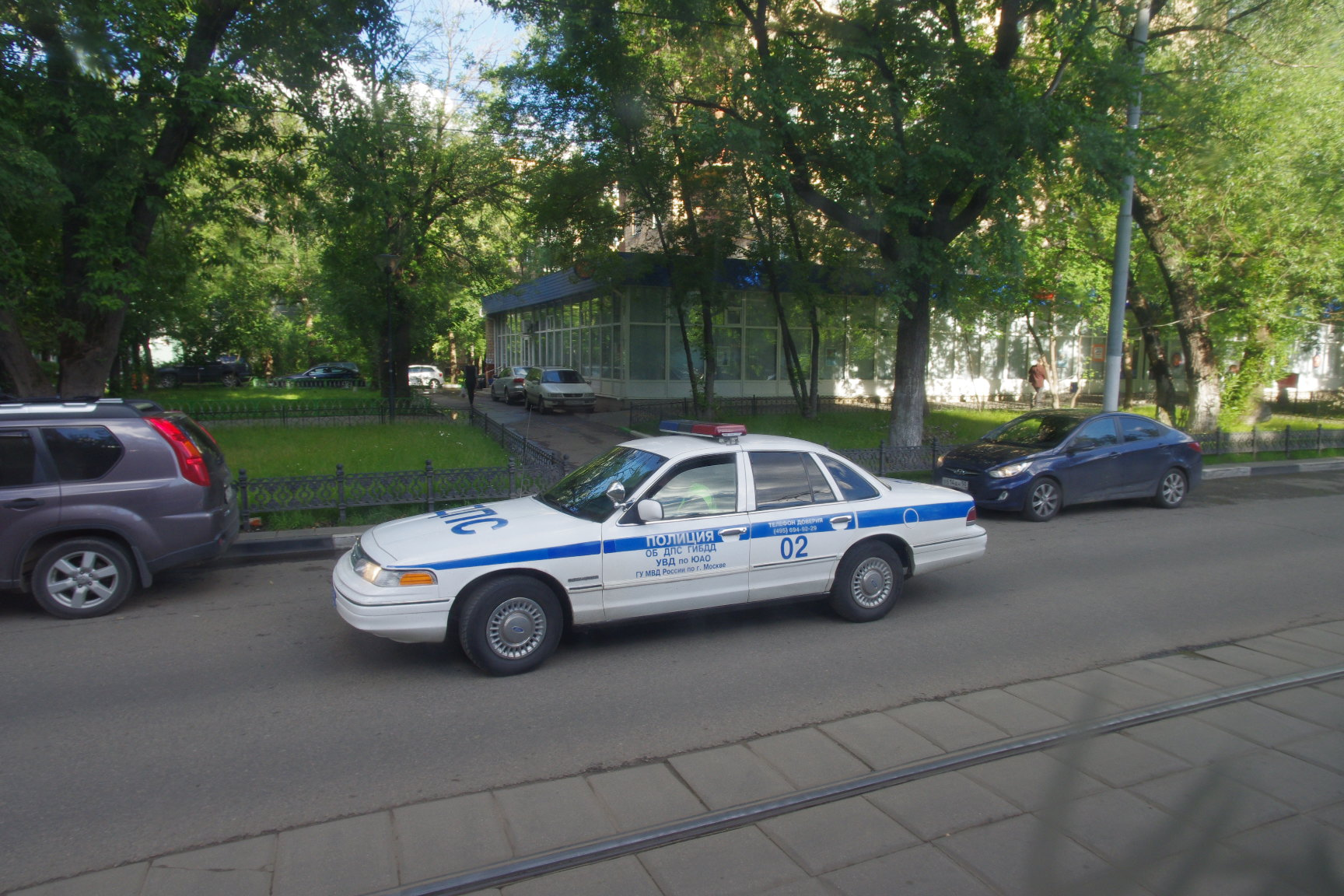
Un modèle de 1995 de la brigade de police de Moscou, Russie, août 2014

## Deuxième génération (1998-2011)
Pour l'année modèle 1998, la Ford Motor Company a redessiné la Crown Victoria, éliminant le look "aéro" que la Crown Victoria de première génération avait de 1992 à 1997, adoptant le style plus conservateur de la Mercury Grand Marquis. Les deux voitures comprenaient des composants avant et arrière redessinés. La finition de police P71 de 1998 avait une calandre chromée, garniture de poignée de porte chromée, bandes de pare-chocs chromées et un carénage arrière noir mat garni de chrome avec l'insigne "Crown Victoria". A cette époque, la voiture était encore connue sous le nom de "Crown Victoria P71"[réf. nécessaire].
En 1999, Ford a introduit le nom "Crown Victoria Police Interceptor", avec un badge sur le couvercle du coffre remplaçant le badge "Crown Victoria" de 1998. Un carénage arrière noir brillant garni de chrome, garniture de poignée de porte noire, bandes de pare-chocs noires et une calandre à lattes noir brillant ont également été introduits à cette époque. Enfin, la nouvelle finition d'apparence "Street", destinée à faire ressembler la CVPI à un modèle standard (P73), y compris des garnitures et des badges chromés, a été introduite.
Au milieu de l'année 1999, les feux arrière ont également été changés; Les modèles de 1998 et de début 1999 avaient un clignotant ambre séparé le long du bord inférieur de chaque boîtier de feu arrière. À partir de mi-1999, les ampoules supplémentaires ont été éliminées et les clignotants sont revenus à une combinaison feux stop/clignotants avec lentilles rouges comme sur de nombreuses voitures nord-américaines. Bien que les lentilles aient changé, les boîtiers n'ont pas changé; ils avaient encore les chambres pour les clignotants séparés que les premiers modèles avaient. Ces chambres étaient maintenant vides, laissant un endroit parfait pour installer, sur les voitures de police, des tubes stroboscopiques qui n'affecteraient pas la visibilité des freins ou des clignotants. Les Interceptor non policiers et les Police Interceptor équipées de la finition d'apparence "Street" ont conservée les clignotants ambre jusqu'en 2004 (lorsque toutes les CV les ont remplacés par des feux arrière entièrement rouges).
En 2000, le carénage arrière et les feux arrière ont perdu les garnitures chromées et la calandre noir brillant a été abandonnée au profit d'une calandre à lattes noires plates. D'autres modifications ont été apportées en 2001, notamment le retrait de toutes les pièces de garnitures en plastique sur les pare-chocs et une nouvelle calandre de style nid d'abeille, remplaçant la calandre à lamelles, qu'on trouve sur les précédentes Crown Victoria standard et CVPI. Des pédales à réglage électrique sont également devenues une option à partir de l'année modèle 2001, à mesure que la diversité de hauteur parmi les agents rejoignant les services de police augmentait. Ford a également déplacé l'interrupteur de dégivrage de la lunette arrière, passant du côté gauche du tableau de bord vers la gauche directe des commandes CVC. Le logo Ford du volant était bleu au lieu de la couleur intérieur.
L'année 2003 a apporté des changements considérables. Les panneaux de porte intérieurs et les sièges ont été rafraîchis, les airbags latéraux devenant une option. Les CVPI de 2001-2004 se ressemblent toutes à l'extérieur; la façon de distinguer les voitures de 2003-2011 des modèles de 2001 et 2002 est d'examiner les roues. Le cadre, la direction, la suspension et les freins ont tous été considérablement repensés pour l'année modèle 2003. En raison des nouvelles bases, les roues des nouvelles voitures ont un décalage vers l'extérieur beaucoup plus élevé. Elles ont l'air presque plates, par rapport aux roues concaves des années modèles plus anciennes. Avec la nouvelle conception des roues, de nouveaux enjoliveurs ont été introduits. Enfin, le modèle de l'année modèle 2003 était le dernier de la deuxième génération de CVPI à comporter un lecteur cassettes dans l'unité principale d'origine. Cependant, le modèle de 2011 incluait un lecteur en option.
La CVPI de 2004-2011 est évaluée à 186,5 kW (254 PS; 250 ch), principalement en raison de l'ajout d'un nouveau système d'admission d'air plus fluide. Ce système comprend une nouvelle boîte d'air similaire à la boîte d'air de la Mercury Marauder (couvercle de boîte d'air surélevé, fond plus profond), avec un capteur de débit d'air massique (DAM) de 80 mm (3,1 pouces) intégré qui fait partie du couvercle de la boîte d'air (mais qui peut être réparé individuellement). Cela permet un étalonnage du débit beaucoup plus précis et réduit les risques de fuite d'air. Le tube zip de la P71 (le tuyau en caoutchouc flexible entre la manette de gaz et la sortie du DAM) est également utilisé pour réduire le BVD (bruit, vibrations et dureté) ainsi que pour transférer l'air de la boîte d'air à la manette de gaz avec un minimum de résistance à l'écoulement. À partir de 2005, la manette de gaz n'est plus actionnée manuellement par un câble, mais par une commande électronique mis en place par fil.
Les modèles de 2005 ont reçu un nouveau volant et l'antenne radio AM/FM a été retirée de la lunette arrière et déplacée vers le panneau de custode arrière (uniquement pour l'année modèle 2005).
De série sur le modèle 2006 est un groupe d'instrumentations redessiné, qui arbore désormais un compteur de vitesse analogique, un tachymètre, un odomètre numérique avec fonctions de compteur horaire et de compteur journalier et une compatibilité croisée avec les différentes fonctionnalités de la version civile (celles-ci sont normalement verrouillées, mais sont accessibles via une modification du câblage). Les portes avant doublées de Kevlar, qui étaient utiles en tant que barrières de protection pendant les fusillades, sont facultatives sur les CVPI de l'année modèle 2006. Également introduite en 2006, pour les modèles commerciaux lourds P70/P72 et les modèles Police Interceptor P71, des roues en acier de 17 pouces, remplaçant les précédentes roues de 16 pouces, ainsi que de nouveaux enjoliveurs plats gris plutôt que des enjoliveurs chromés comme les années précédentes.
En 2008, la Crown Victoria était uniquement limitée aux ventes pour les flottes, et toutes les voitures à plate-forme Panther sont devenues des voitures à carburant flexible. La CVPI a reçu de nouvelles options, telles que la possibilité d'avoir une entrée sans clé.

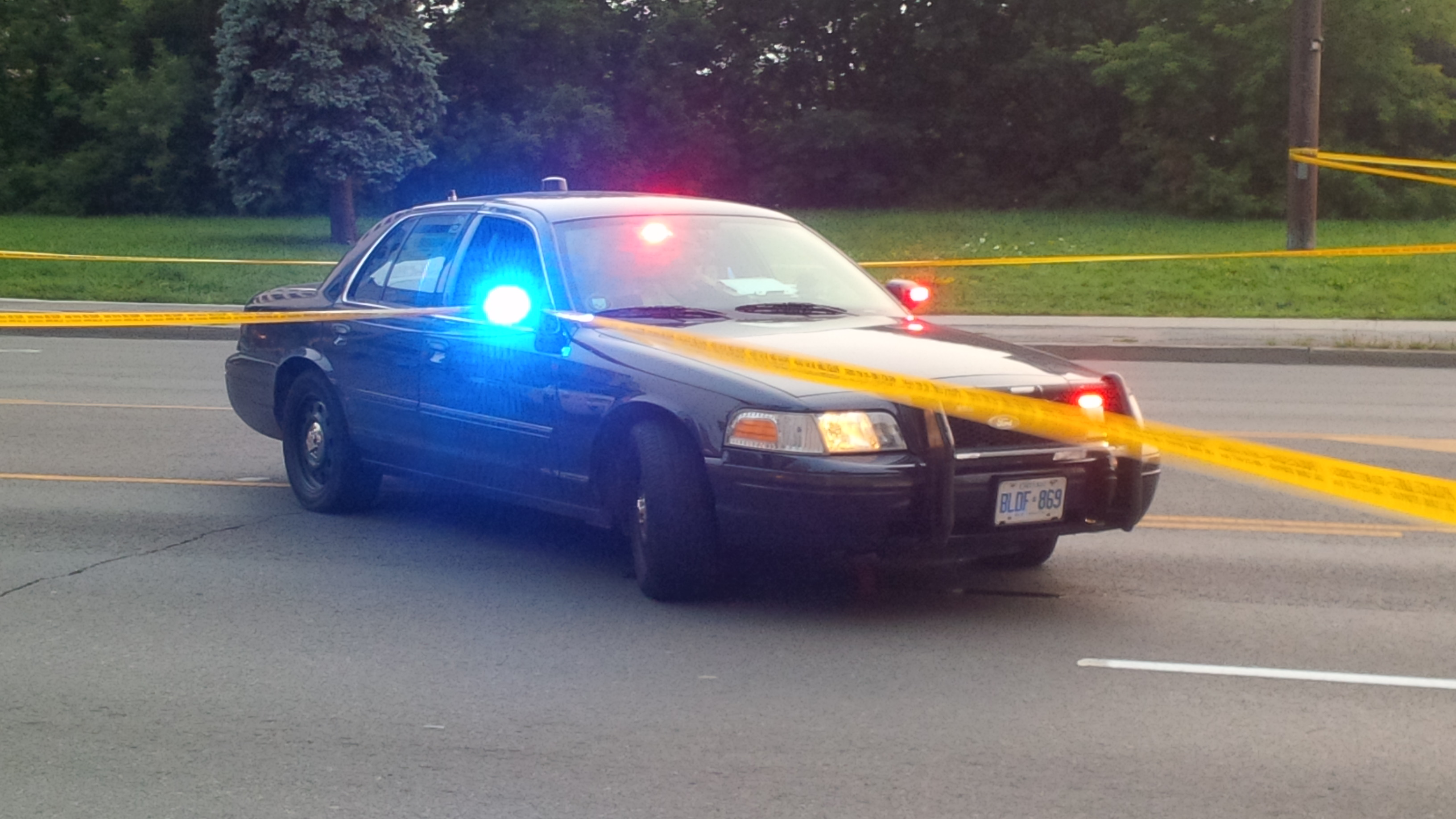
Une CVPI banalisée à Toronto en 2014

Pour l'année modèle 2009, la CVPI avait maintenant des pédales électriques en équipement standard. L'équipement standard sur toute la gamme Panther est constitué de coussins gonflables latéraux et de nouveaux interrupteurs de fenêtre encastrés, mandatés par le gouvernement fédéral. La CVPI a également reçue des freins améliorés en 2009, bien que les détails à leur sujet ne soient pas disponibles. Le flash de confirmation qui se produit lorsque les portes sont verrouillées est désormais automatiquement désactivé lorsque l'option de désactivation de la lampe de courtoisie est commandée. Le flash de confirmation était considéré comme un problème de sécurité car les lumières clignotaient lorsque les agents sortaient du véhicule et verrouillaient les portes, révélant potentiellement leur présence la nuit. La voiture à reçue un nouveau style de moulures de porte et Ford a également placé un badge «Flex Fuel» dans le coin inférieur droit du carénage arrière (2009-2011), bien qu'elles soient compatibles avec le carburant flex depuis 2008. La finition d'apparence Street à également reçue les mêmes nouvelles moulures de porte que celles de la Crown Victoria LX réservée aux flottes civile, ainsi qu'un carénage arrière noirci comme la Police Interceptor normale et la Crown Victoria LX. En 2010, le code VIN "P71" a été remplacé par "P7B".
La Ford CVPI de l'année modèle 2011 (taxi/commercial P70, P72 et modèle civil ordinaire P74) a reçu des appuie-tête avant plus grands pour se conformer aux nouvelles normes d'évaluation des collisions avant.

## Comparaison avec la Crown Victoria standard
Les deux voitures utilisent le même V8 SOHC à 2 soupapes de 4,6 L (tous deux Flex Fuel à partir de 2008), le moteur modulaire de Ford et la transmission automatique de Ford à quatre vitesses. Cependant, quelques différences notables existent entre la CVPI et une Crown Victoria standard ou la Grand Marquis.

### Moteur et transmission
La CVPI est équipée d'un refroidisseur d'huile/liquide de refroidissement moteur externe pour réduire la température de l'huile moteur, permettant aux véhicules de fonctionner à régime élevé/charges élevées pendant une période prolongée sans risque de surchauffe de l'huile moteur et de dommages ultérieurs au moteur. Ce refroidisseur d'huile moteur peut être sujet à une fuite d'huile par les joints toriques après un kilométrage élevée rencontrée par les CVPI, en particulier lorsqu'elles sont endommagées par le sel de voirie.
L'étalonnage du moteur de la Police Interceptor comprend un régime au ralenti légèrement plus élevé (d'environ 40 tr/min) et des changements mineurs dans les paramètres d'émissions. L'ordinateur est réglé pour des points de changement de vitesse plus agressifs, et la transmission elle-même est conçue pour des changements de vitesse plus fermes et plus durs. Le système EGR est contrôlé différemment sur les véhicules de 2003 et plus anciens par rapport aux véhicules non policiers.
Les Police Interceptor de 2004-2011 sont équipées de série d'un essieu arrière ouvert de 3,27:1 (code d'essieu Z5), avec un essieu arrière à verrouillage de traction (Trac-Lok) de 3,27:1 (code d'essieu X5) en option, et elles sont électroniquement limitées à 129 mph (208 km/h) en raison des limitations critiques de la transmission au-delà de cette vitesse. Un rapport d'essieu arrière à verrouillage de traction de 3,55:1 avec limiteur de vitesse à 119 mi/h était également disponible en option (code d'essieu C6). Les CVPI de 1999-2001 équipées du rapport d'essieu arrière de 3,55:1 étaient limités à environ 124 mph (200 km/h). Cela se compare au rapport d'essieu arrière standard de 2,73 des non-P71 avec une limitation de vitesse à 110 mph (177 km/h) pour toutes les Crown Victoria "civiles".
Ford a utilisé un arbre de transmission en composite à matrice métallique en aluminium pour les CVPI de 1999-2001 comme mesure pour permettre un fonctionnement sûr à 126 mph (203 km/h) avec le rapport de démultiplication de 3,55:1, mais il était plus cher que les arbres de transmission en aluminium ordinaires. Les Ford CVPI avec le rapport de démultiplication de 3,27:1 étaient limitées à 129 miles à l'heure après que le rapport de démultiplication de 3,55:1 a été éliminé à mi-chemin de l'année modèle 2001. Ford a réintroduit un rapport d'essieu arrière de 3,55:1 pour les CVPI de l'année modèle 2004 avec une limitation de vitesse à 119 mph (192 km/h) afin de réduire les risques de défaillance de l'arbre de transmission. Ford a construit deux rapports de démultiplication différents pour l'usage de la police. L'une avait le rapport de démultiplication de 3,27 et était conçue pour une utilisation sur autoroute, la deuxième option avait le rapport de démultiplication de 3:55 et était conçue pour une utilisation en ville. Toutes les CVPI étaient livrées en standard avec un différentiel ouvert de 3,27,1, mais les départements pouvaient commander un différentiel de verrouillage de 3,55,1 pour une meilleure accélération en sortie de ligne. De plus, toutes les voitures étaient livrées de série avec un différentiel ouvert, à moins que le différentiel Trac-Lok de Ford n'ait été commandé avec la voiture. Le Trac-Lok était disponible avec le rapport de 3,27,1 et était livré en standard avec le rapport de 3,55,1.
Performances de la Ford CVPI selon les données collectées par la police de l'État du Michigan:
| Modèle                                         | 1/4 de mile |
| ---------------------------------------------- | ----------- |
| Ford Crown Victoria Police Interceptor de 1992 | 17.48       |
| Ford Crown Victoria Police Interceptor de 1993 | 17.29       |
| Ford Crown Victoria Police Interceptor de 1994 | 17.25       |
| Ford Crown Victoria Police Interceptor de 1995 | 17.32       |
| Ford Crown Victoria Police Interceptor de 1996 | 16.89       |
| Ford Crown Victoria Police Interceptor de 1997 | 17.63       |
| Ford Police Interceptor de 2003                | 16.99       |
| Ford Police Interceptor "3:55" de 2004         | 16.34       |
| Ford Police Interceptor "3:27" de 2004         | 16.44       |
| Ford Police Interceptor "3:27" de 2005         | 16.44       |
| Ford Police Interceptor "3:55" de 2006         | 16.57       |
| Ford Police Interceptor "3:27" de 2006         | 16.73       |
| Ford Police Interceptor "3:34" de 2007         | 16.70       |
| Ford Police Interceptor "3:55" de 2008         | 16.29       |
| Ford Police Interceptor "3:27" de 2008         | 16.35       |
| Ford Police Interceptor "3:55" de 2009         | 16.71       |
| Ford Police Interceptor "3:27" de 2009         | 16.69       |
| Ford Police Interceptor "3:55" de 2010         | 16.42       |
| Ford Police Interceptor "3:27" de 2010         | 16.74       |
| Ford Police Interceptor "3:55" de 2011         | 16.75       |
| Ford Police Interceptor "3:27" de 2011         | 16.82       |

### Carrosserie et châssis
Une autre différence réside dans les amortisseurs «sévères» de Ford qui offrent une conduite plus rigide que la Crown Victoria standard. Elles ont également des roues en acier noir avec des enjoliveurs en acier inoxydable ou en plastique chromé.
Toutes les CVPI sont également livrées avec des systèmes à doubles échappement T-409 en acier inoxydable et sans résonateurs. Les Crown Victoria standard sont livrées avec un système d'échappement simple en acier inoxydable, tandis que les Crown Victoria équipées des finitions Handling et Performance et les LX Sport ont le même système d'échappement que la CVPI, avec résonateurs. Les résonateurs réduisent davantage le bruit, les vibrations et la dureté sans ajouter aucune restriction au système d'échappement. Les CVPI ont des ressorts hélicoïdaux à taux plus élevé, une garde au sol supplémentaire d'environ 0,8 pouce (20,3 mm) et des barres antiroulis arrière plus fines (partagées avec la LX Sport) que les Crown Victoria équipées des finitions Handling et Performance; la Crown Victoria de base n'a pas de barre antiroulis arrière.
Sur les modèles de 2004 et plus récents, les P71 disposent d'un alternateur de 200 A et d'une batterie de 78 A h.
Ford propose également des finitions de coffres pour le stockage d'équipements (voir ci-dessous) et a ajouté à partir de 2005 un système d'extinction d'incendie optionnelle à la CVPI.
La majeure partie des modifications apportées aux voitures de police, telles que l'installation d'éclairages de secours, de sirènes, de séparateurs de sièges passagers et de banquettes arrière en plastique, sont proposées en tant que modifications de rechange par des tiers.

### Intérieur
Les CVPI étaient livrées en standard avec des sièges baquets manuels en tissu, malgré le fait que le levier de vitesses soit sur la colonne de direction. L'écart entre les sièges est généralement comblé par une console contenant des radios, des commandes pour l'équipement d'urgence, des armes à feu de grande taille et souvent un ordinateur portable ou un terminal de données mobile. Une banquette en velours était en option, avec un siège conducteur à réglage électrique en option sur la banquette divisée et les sièges baquets standard. La CVPI dispose également d'un compteur de vitesse calibré à 140 mph (225 km/h).

## Identification

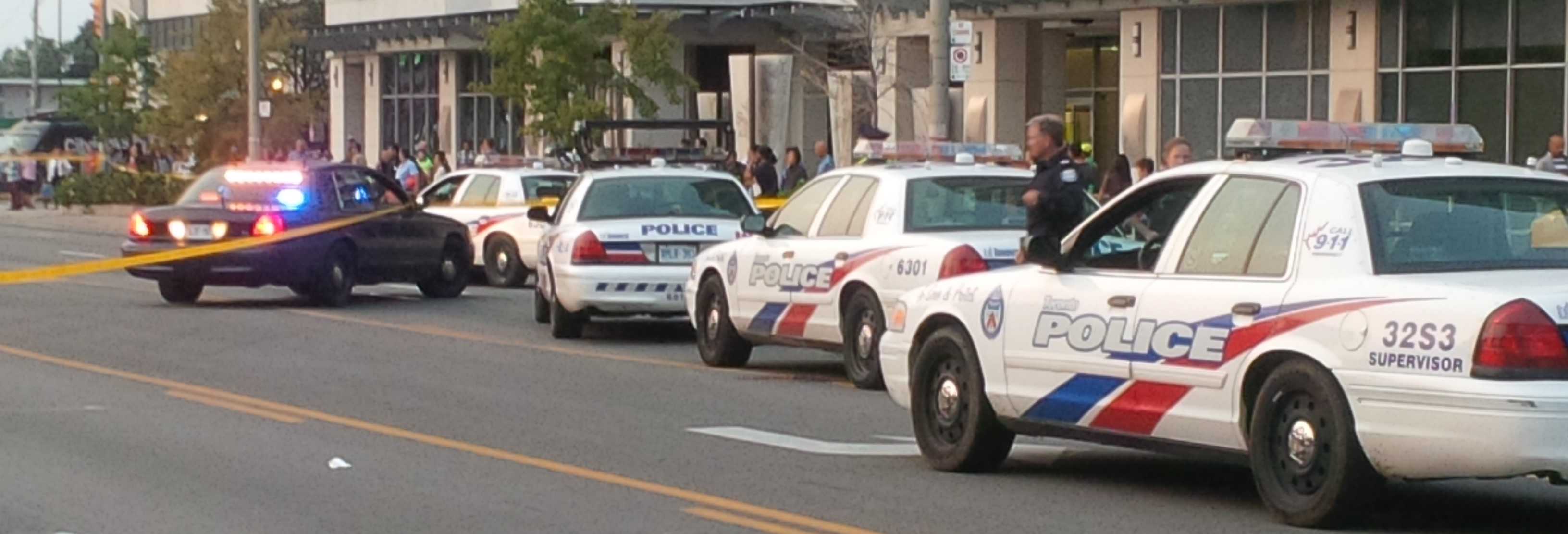
Des CVPI lors d'un incident à Toronto

Une façon de distinguer la plupart des P71 est le petit badge "Police Interceptor" qui remplace les badges "Crown Victoria" standard sur le couvercle du coffre, bien que les finitions d'apparence Street renoncent à ce badge, en utilisant le badge Crown Victoria standard. Les badges Police Interceptor sont désormais disponibles à l'achat en ligne, de sorte que cette technique d'identification n'est plus aussi fiable qu'elle l'était autrefois. Les voitures à finition d'apparence Street utilisent également des garnitures chromées plutôt que les garnitures noires des CVPI normales. Les P71 peuvent également être identifiées par le double échappement et le compteur de vitesse analogique de 140 mph. La CVPI dispose d'un système de déverrouillage du coffre depuis l'intérieur au centre du tableau de bord avec un autocollant d'avertissement proéminent juste en dessous, tandis que la version civile ne l'a que sur la porte côté conducteur[réf. nécessaire]. Toutes les Crown Victoria de 1998 et plus récentes conçues pour un usage civil (hors flottes) ont un clavier horizontal à cinq chiffres (connu sous le nom de SecuriCode) au-dessus de la poignée de porte côté conducteur, qui peut être utilisé pour verrouiller/déverrouiller la voiture et ouvrir son coffre. Toutes les Crown Victoria P70, 71 et 72 sont assemblées sans ce système d'entrée sans clé, donc à moins que la porte côté conducteur n'ait été endommagée et qu'une porte de remplacement incorrecte ait été installée, toute Crown Victoria avec un clavier est un modèle civil, tandis que tout autre modèle sans clavier est une Crown Victoria P70, 71 ou 72 des flottes. Le seul moyen totalement infaillible d'identifier une CVPI est de rechercher le code "P71" dans le VIN, ou "P7B", comme elle a été renommée en 2010.
Les Police Interceptor ont les caractères "P71" comme code de modèle dans le VIN, ou "P7B" pour les modèles de 2010 et plus, au lieu de P70 (empattement allongé), P72 (véhicules commerciaux lourds/taxi et flottes), P73 (base), P74 (LX) ou P75 (berline de tourisme de 1992).

## Problèmes et critiques
À la suite des critiques concernant les incendies à la suite de collisions arrière à vitesse d'autoroute, les modèles CVPI de 2005 et ultérieurs disposaient désormais en option d'un système d'extinction automatique des incendies et de finition de «coffre» spécialement conçues pour empêcher la zone de chargement de pénétrer dans le réservoir de carburant lors d'une collision. Le client doit payer un supplément de 150 $ par voiture pour les finitions de coffres.
Certains problèmes sont également apparus sur les CVPI de début 2003; les roues en acier nouvellement conçues rouillaient prématurément et les unités de direction à crémaillère et pignon cassaient dès 10 000 miles. Cela ne se limitait pas au CVPI; certaines Mercury Marauder de 2004 ont également été touchées. Un rappel, lancé le 1er mars 2007 (07S48), affecte les roues en acier utilisées sur les CVPI de 2003-05.
Un autre problème avec les roues était les points de soudure qui se desserrent, provoquant une perte d'air rapide dans les pneus et une perte de contrôle potentielle. Un rappel a été émis après une enquête de la National Highway Traffic Safety Administration. Cependant, la société a suscité la colère des propriétaires civils de Police Interceptor de 2003 et plus en refusant d'honorer le rappel à moins que le véhicule ne soit toujours utilisé dans le service des flottes. La seule façon de résoudre ce problème est si le client civil se plaint auprès d'un concessionnaire de problèmes de fuite d'air, d'une incapacité à équilibrer correctement les roues, ou de vibrations excessives dans la direction à grande vitesse. Le problème est ensuite résolu via le «Programme de satisfaction client» que Ford a lancé pour les mêmes roues. Ford a finalement résolu ce problème sur les voitures de série en 2006, en introduisant de nouvelles roues en acier de 17 pouces pour leurs modèles lourds. Ces roues peuvent intéresser ceux qui ont des Police Interceptor de 2003-2005, des modèles commerciaux lourds (P70/P72) de 2003-2005 ou des modèles standard (P73) de 2003-2008 avec des roues en acier de 16 pouces et qui sont préoccupés par la sécurité de ces roues.
La CVPI à carrosserie sur châssis en acier résiste mieux aux accidents que ses homologues monocoques tels que la Chevrolet Impala à la retraite et l'actuelle Dodge Charger[réf. nécessaire], bien que sa successeur, la Ford Taurus, puisse résister à des collisions arrière allant jusqu'à 70 miles par heure. De nombreux agents et services chargés de l'application des lois ne jurent que par la Ford Crown Victoria éprouvée et hésitent à acheter d'autres berlines de police malgré le départ de la Ford Crown Victoria. Certains départements ont acheté le Chevrolet Tahoe 9C1, un SUV full-size, en partie à cause de sa construction carrosserie sur châssis.

## Arrêt

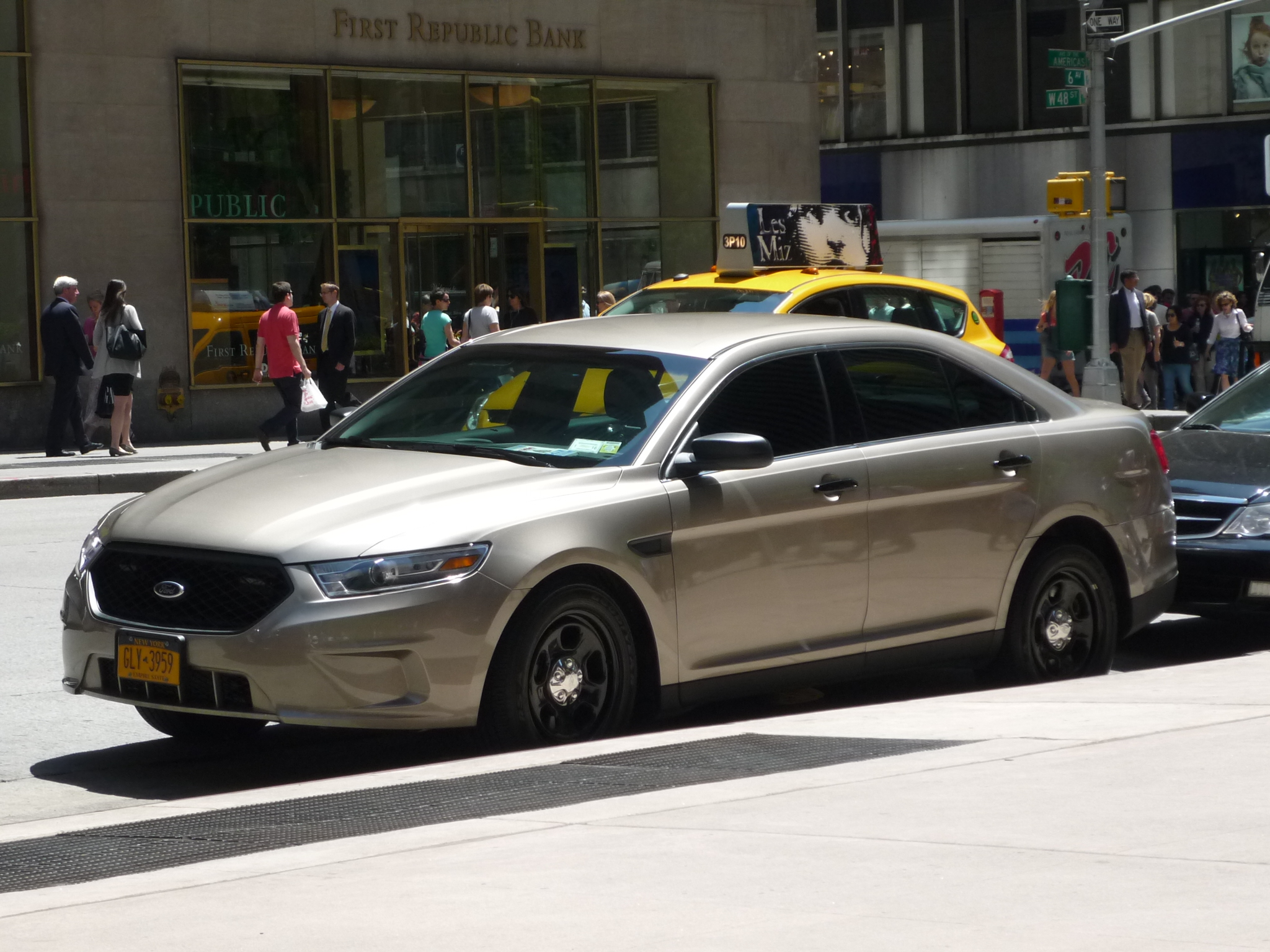
Ford Taurus Police Interceptor berline (banalisée) de 2013-2019

Le 12 mars 2010, la Ford Motor Company a dévoilée la Police Interceptor berline de 2013. Tout en partageant une plaque signalétique avec la Crown Victoria Police Interceptor, la Police Interceptor berline était une variante de la Ford Taurus de sixième génération, passant du châssis Panther de longue durée à une version à traction intégrale du châssis D3.
En avril 2011, Ford a cessé d'accepter les commandes pour la CVPI. Après l'année modèle 2011, en raison de son manque de contrôle de la stabilité, la Crown Victoria n'était plus légale à la vente aux États-Unis et au Canada; une courte année modèle 2012 a été produite, uniquement pour l'exportation vers le CCG / Moyen-Orient. Le 15 septembre 2011, la dernière Crown Victoria (destinée à l'Arabie saoudite) est sortie de la chaîne de montage à 12 h 30 en tant que dernier véhicule assemblé par St. Thomas Assembly en Ontario.
Dans une décision de conception, la Police Interceptor berline n'a pas adopté la plaque signalétique Taurus, car elle était vendue aux côtés du Police Interceptor SUV (dérivé du Ford Explorer de 2013-aujourd'hui); ni l'un ni l'autre n'a été vendu au détail. Outre des composants plus résistants et un intérieur redessiné, la Police Interceptor berline a adopté un réglage de suspension plus performant (provenant de la Taurus SHO). Le moteur standard était un V6 de 3,7 L (partagé avec la Mustang) et un V6 biturbo de 3,5 L en option (partagé avec la Taurus SHO).

## Utilisation en dehors de l'Amérique du Nord
En Russie, la Direction principale de la sécurité routière, connue sous son abréviation historique GAI (ГАИ), a acheté 140 Crown Victoria P71 de 1994 à 1995. Faisant partie de la militsiya (maintenant politisya), les véhicules étaient exploités par le service de patrouille routière (SPR), en tant qu'unités de patrouille routière, dans la grande région de Moscou. Il s'agissait des véhicules les plus puissants achetés par le SPR à l'époque (remplaçant les GAZ-24-10 Volga avec moteur de Chaika), les Crown Victoria ont été utilisées par l'agence jusqu'au début des années 2010.
En 2003, trois CVPI ont été rachetées par la ville française de Montpellier. Achetées dans le cadre d'une mise à niveau de la police municipale locale, les Crown Victoria ont été sélectionnées pour leur durabilité, leur sécurité et leur sûreté. En 2008, elles ont été mises en vente, car les voitures de police de conception américaine se sont avérées trop larges pour les rues de la ville et trop longues pour les garages de la police.

## Dans la culture populaire

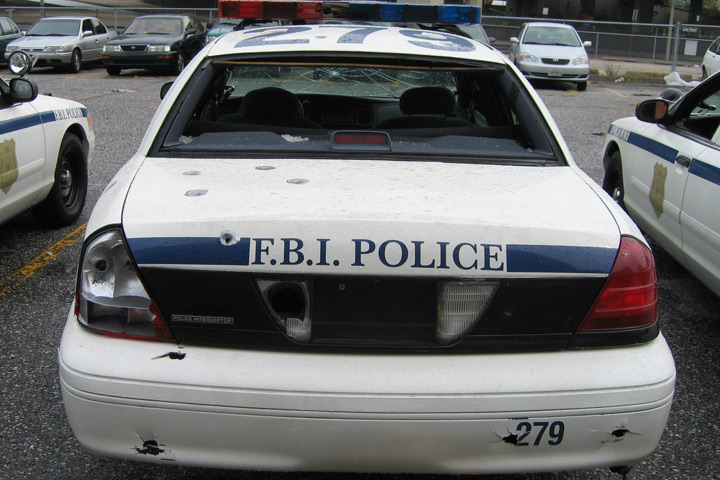
Une CVPI utilisée en tant qu'accessoire pour le tournage de Die Hard 4 : Retour en enfer

Alors que la Crown Victoria est devenue de plus en plus omniprésente en tant que véhicule de police en Amérique du Nord, les médias des années 1990 aux années 2010 ont emboîté le pas et, par conséquent, la Crown Victoria et des véhicules fictifs qui lui ressemblent sont devenus une pièce maîtresse de la télévision, du cinéma et des jeux vidéo axés sur l'Amérique du Nord. Cela était particulièrement vrai après l'arrêt de la Chevrolet Caprice 9C1. Même des années après son arrêt, la Crown Victoria continue d'avoir la réputation d'être un outil d'autorité en Amérique du Nord[réf. nécessaire].
En Russie, la Crown Victoria du milieu des années 90 est devenue un symbole de la militsiya routière de Moscou pendant plus d'une décennie; la P71 est représentée sur un badge du SPR décerné pour 15 ans de service. Les voitures ont été présentées dans plusieurs films et dans l'émission télévisée Perehvat (The Interception) de 1997-1998, où elles tentaient d'intercepter des automobiles cibles dans les rues de Moscou.